# توموجي إيشيزوكا
توموجي إيشيزوكا (باليابانية: 石塚友二) (20 سبتمبر 1906، نييغاتا في اليابان - 8 فبراير 1984، كاماكورا في اليابان)؛ شاعر، كاتب وروائي ياباني.